# Castori
El castori és una secreció glandular del castor, olorosa i oliosa, que l'animal utilitza per brunyir-se el pelatge. Aquesta substància era d'interès en el passat per la perfumeria, gràcies a la seva capacitat de fixar i dotar de matisos a les fragàncies, cosa que, juntament amb l'interès de la pell de castor a la indústria pelletera, provocà l'explotació de l'espècie a gran escala.
Actualment es fa servir al nord d'Escandinàvia com a condiment per l'elaboració d'un aiguardent anomenat Bäverhojt.

## Característiques
El castori es barreja amb tintura alcohòlica, una vegada extret per trituració de les glàndules que el segreguen. Posseeix una olor animal, semblant a la del cuir, que els perfumistes utilitzen per composicions orientals o masculines.

## Cultura
En la cultura popular, es coneix una història associada a la caça del castor: es diu que un castor que es veia acorralat per un caçador interessat a obtenir-ne castori, preferí arrancar-se d'una mossegada els testicles, lloc on se suposava que guardava l'apreciada substància, per poder deteriorar així, encara que perdent la seva vida, el trofeu del seu perseguidor.
Aquesta anècdota, que data de l'època romana, està recollida a nombrosos llibres, com per exemple, a El Quixot.